# کالای واسطه‌ای

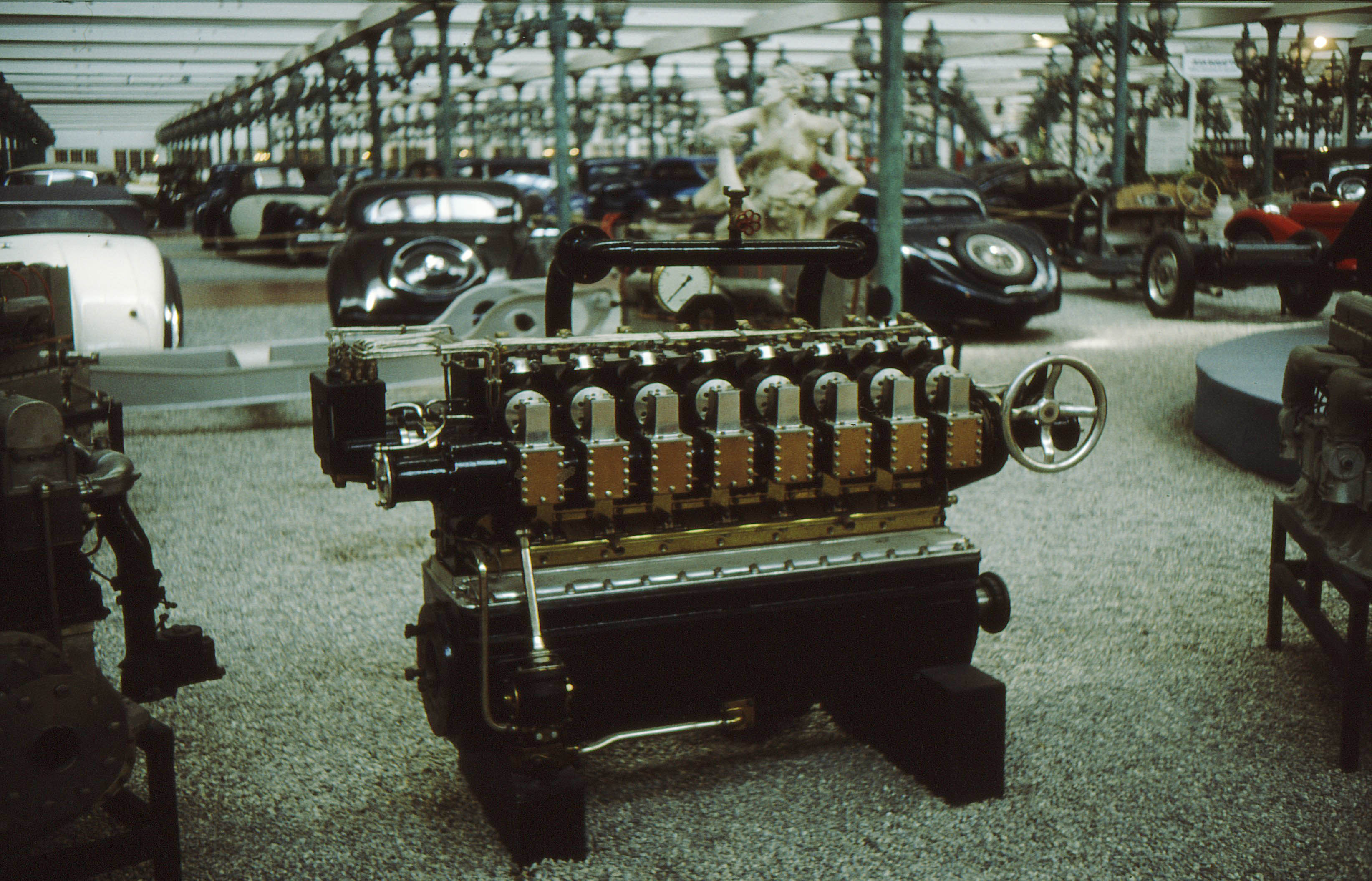
موتور خودرو نمونه ای از کالای‌ای واسطه‌ای است و در تولید کالای نهایی یعنی خودروی مونتاژ شده استفاده می‌شود.

کالاهای واسطه‌ای (به انگلیسی:Intermediate goods)، کالاهای تولیدکننده (به انگلیسی:producer goods) یا محصولات نیمه تمام (به انگلیسی:semi-finished products)، کالاهایی هستند که به عنوان یک نهاده/ورودی در تولید سایر کالاها از جمله کالاهای نهایی استفاده می‌شوند. یک شرکت ممکن است کالایی واسطه ای بسازد و سپس از آن کالا استفاده کند، یا کالایی بسازد و سپس آن کالا را بفروشد، یا کالایی واسطه‌ای بخرد و سپس از آن کالا در محصولات و یا خدمات خود استفاده کند. در فرایند تولید، کالاهای واسطه ای یا بخشی از محصول نهایی می‌شوند، یا در این فرایند غیرقابل تشخیص از کالای نهایی می‌باشند. این بدان معناست که کالاهای واسطه ای در بین صنایع بازفروش می‌شوند.
کالاهای واسطه ای در تولید ناخالص داخلی یک کشور محاسبه نمی‌شوند و ارزش کالای واسطه‌ای در ارزش کالای نهایی لحاظ می‌شود.

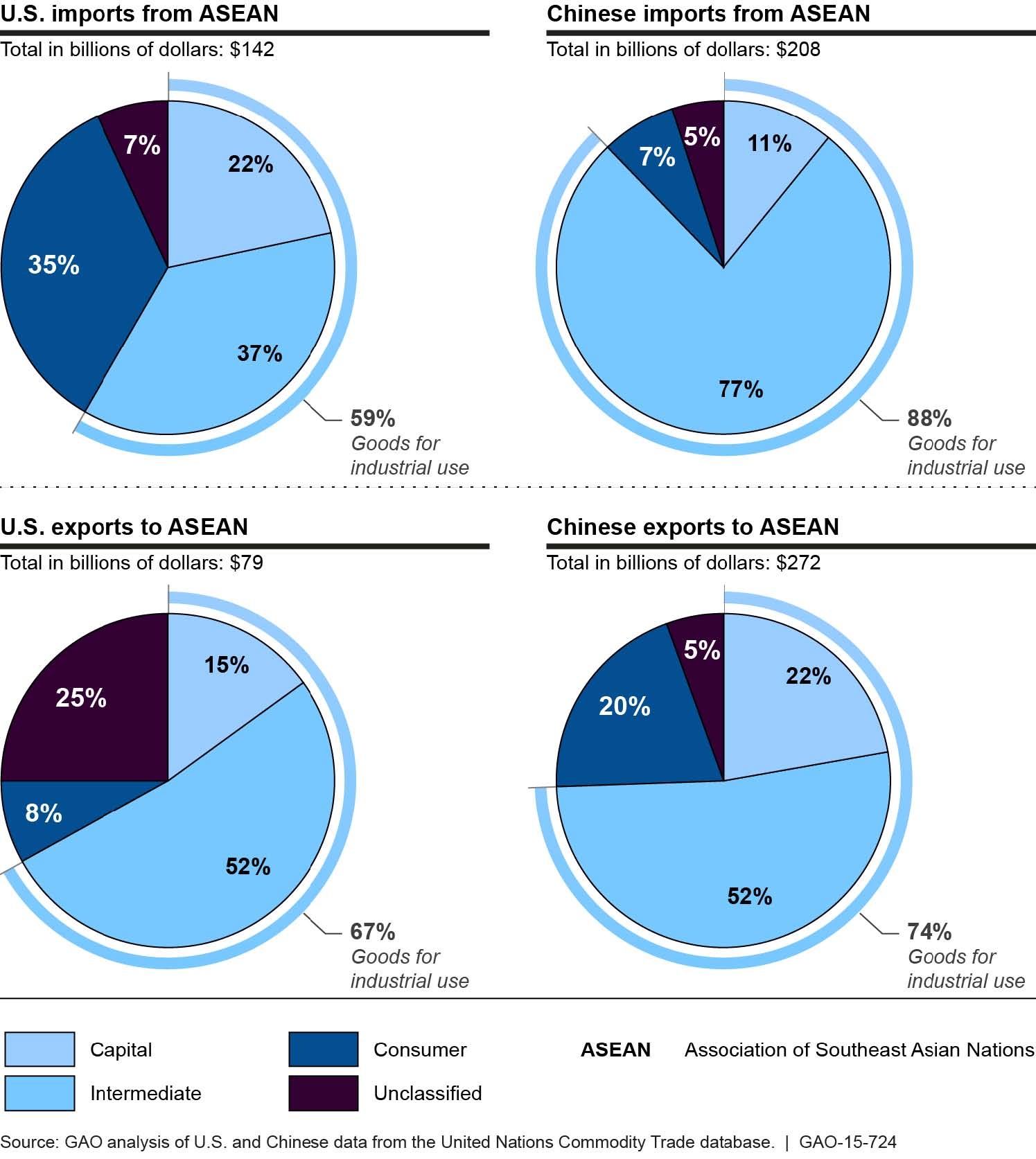
تجارت کالایی ایالات متحده و چین با کشورهای آسه آن بر اساس استفاده، ۲۰۱۴ میلادی

روش ارزش افزوده می‌تواند برای محاسبه مقدار کالاهای واسطه ای گنجانده شده در تولید ناخالص داخلی استفاده شود. این رویکرد هر مرحله از پردازش را که در تولید کالای نهایی گنجانده شده‌است را در نظر می‌گیرد.
توصیف کالاهای واسطه ای به عنوان کالاهای فیزیکی می‌تواند گمراه کننده باشد. در اقتصادهای پیشرفته، حدود نیمی از ارزش ورودی‌های واسطه‌ای را خدمات تشکیل می‌دهند.
کالاهای واسطه ای به‌طور کلی می‌توانند به سه روش مختلف ساخته و استفاده شوند. اول اینکه یک شرکت می‌تواند کالاهای واسطه ای خود را بسازد و از آنان استفاده کند. دوم، یک شرکت می‌تواند کالاهای واسطه ای تولید کند و به دیگران بفروشد. سوم، یک شرکت می‌تواند کالاهای واسطه ای را برای تولید کالاهای واسطه ای ثانویه یا کالاهای نهایی خریداری کند.

## نمونه و مثال
- شکر - شکر به عنوان کالای نهایی (زمانی که به عنوان خود شکر در سوپرمارکت فروخته می‌شود) یا به عنوان یک نهاده (زمانی که به عنوان یک ماده در سایر محصولات غذایی استفاده می‌شود).[۵]
- فولاد - ماده اولیه ای است که در تولید بسیاری از کالاهای دیگر مانند دوچرخه استفاده می‌شود.[۶]
- موتورهای خودرو - برخی از شرکت‌ها موتورهای خود را می‌سازند و استفاده می‌کنند، برخی دیگر آنها را به عنوان کالای واسطه‌ای از تولیدکنندگان دیگر خریداری می‌کنند و سپس در خودروهای ساخته خود استفاده می‌کنند.[۷]
- رنگ، تخته سه لا، لوله و قطعات جانبی.[۸]
- چوب - چوب در موارد متعدد برای ساخت ساختمان یا تولید مبلمان استفاده می‌شود.
- شیشه - از شیشه می‌توان برای ساخت ظروف، فنجان، بطری یا پنجره استفاده کرد.
- نمک - نمک تقریباً در تمام تولیدات مواد غذایی استفاده می‌شود.
- نقره و طلا - نقره و طلا را می‌توان برای ساخت جواهرات، کارد و چنگال یا لوازم الکترونیکی یا برای تزئینات (حتی روی غذا) استفاده کرد.